# Hwangap
Hwangap (hangul: 환갑; hanja: 還甲) é uma forma tradicional de celebrar os 60 anos (Idade do Leste Asiático) na Coreia. É análogo ao Kanreki (還暦) em Japonês ou Jiazi (甲子) em Chinês.
Completar 60 anos significa concluir o ciclo sexagesimal do calendário lunar. Antigamente a expectativa de vida era muito inferior à de hoje, por isso o hwangap também significa uma celebração da longevidade. A festa de celebração também é um desejo para uma vida ainda maior e mais próspera. Essa festa costuma ser organizada pelos filhos da pessoa que está fazendo 60 anos, a menos que essa pessoa não tenha filhos, caso em que não há festa alguma. No hwangap, a família e parentes preparam uma grande festa de aniversário com muita comida.
Com o aumento da expectativa de vida, o hwangap está a perder significado, reduzido a uma grande refeição apenas para familiares próximos. Muitos coreanos agora optam por viajar com a família em vez de fazer uma grande festa.[carece de fontes?] Celebrações semelhantes são realizadas aos 70 (chamados Gohi ou Chilsun (칠순)) ou 80 (Palsun (팔순)) anos de idade.[carece de fontes?]